# Паводок
Па́водок — значне підвищення водності річки в межах річного циклу, що виникає нерегулярно; утворюється під час сильних дощів чи під час відлиги. На відміну від повеней, паводки виникають нерегулярно. Значний паводок може спричинити повінь.

## Система каналів водовідведення

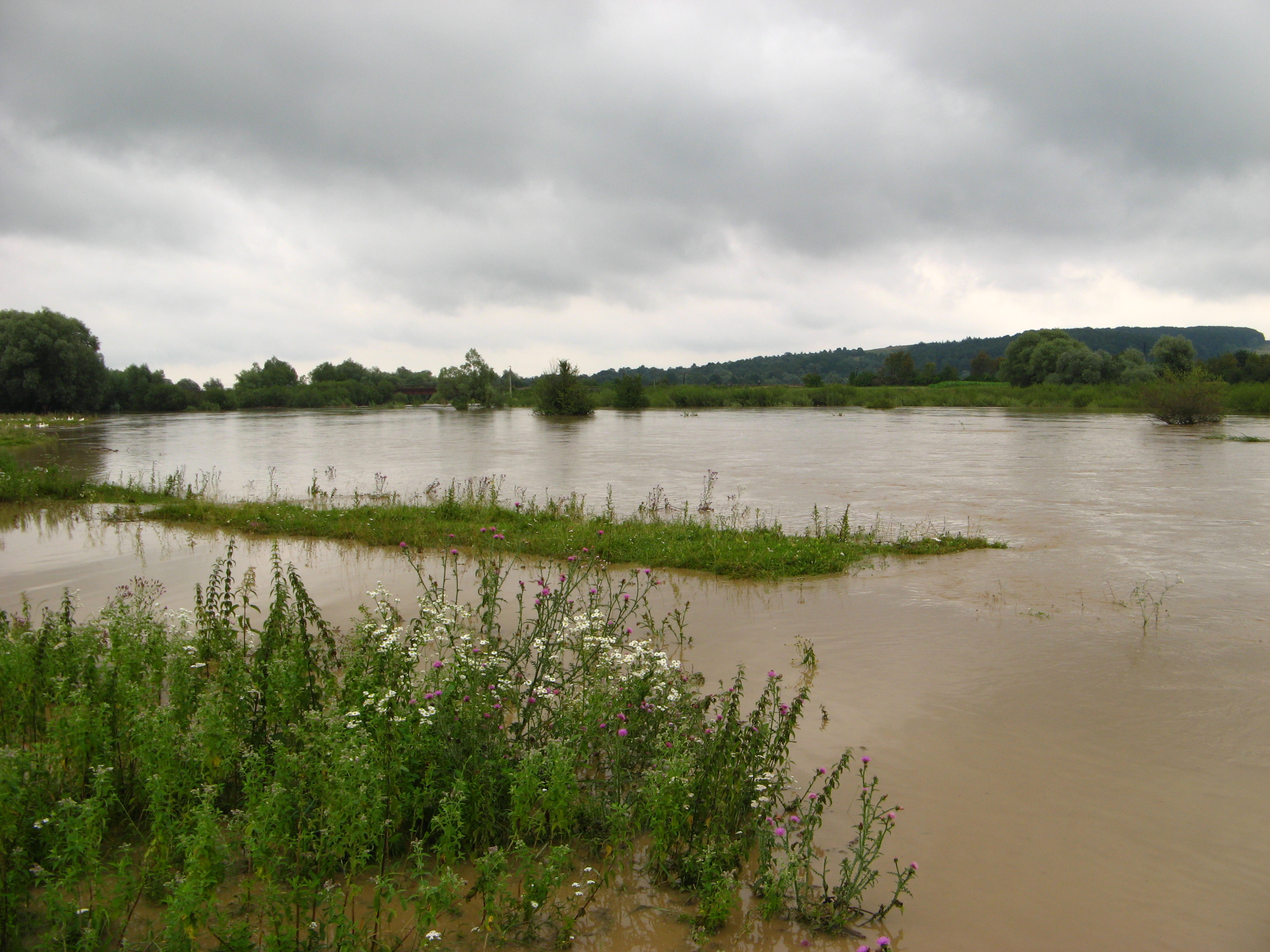
Паводок на річці Вігор

Канали водовідведення можуть переправляти воду з однієї річки до іншої, у пониження земної поверхні чи в море, або вона може бути повернена до русла тієї ж річки на деякій відстані нижче по течії. Відведення паводкових вод з однієї річки до іншої потребує таких гідрологічних досліджень:
- визначення гідрографів паводкового стоку для обох річок;
- виділення на гідрографі частини стоку, яку планують відводити;
- розрахунок трансформації відведеного стоку в каналі відведення;
- накладання відведеного стоку на паводки, які можуть формуватися у річці-приймачі;
- оцінка повторюваності паводків за нових умов на нижніх ділянках обох річок.

Накопичення поверхневих дренажних вод через незадовільний стан природних або штучних дренажних систем призводить до поводей у районах із помірним нахилом поверхні землі. У таких випадках ефективного регулювання паводків можна досягти за рахунок збільшення потужності наявних дренажних каналів або шляхом створення додаткових каналів для прискореного стоку паводкових вод. Перетворення русла зазвичай спрямоване на збільшення його пропускної здатності за рахунок поглиблення та розширення, випрямлення меандр і скорочення довжини русла, а також розчищування й можливого спрямлення з метою зниження опору руху води. Результатом цих заходів стає збільшення швидкості потоку й зниження рівня води, а також пониження паводку в межах перетвореної ділянки. У свою чергу це збільшує розміри пікових паводків на розташованій нижче ділянці. Протилежних ефектів можна досягти за рахунок зниження пропускної здатності русла різними регулювальними спорудами, які, перешкоджаючи течії, сприяють збільшенню паводків на верхніх ділянках і їхньому зниженню на розташованих нижче ділянках.
Побудова моделей транспортування рідин по системах протяжних каналів із відчиненим руслом, а також по малих і середніх річках. У першому наближенні можна умовно вважати, що по каналах рухається в'язка ньютонівська ізотропна нестиснена однокомпонентна або багатокомпонентна рідина з заданими фізичними властивостями. Рівняння Сен-Ванана (рівняння мілкої води), які описують невстановлену безнапірну повільно змінювану течію нестисненої однокомпонентної хімічно інертної рідини по ділянках довгих каналів із відкритим руслом, мають такий вигляд:
{\displaystyle {\frac {\partial f}{\partial t}}+{\frac {\partial (w\cdot f)}{\partial x}}=0;}
{\displaystyle {\frac {\partial (w\cdot f)}{\partial t}}+{\frac {\partial (w^{w}\cdot f)}{\partial x}}=-g\cdot f\cdot ({\frac {\partial H}{\partial x}}+{\frac {w\cdot |w|}{C^{2}\cdot r}});}
{\displaystyle f=f(B,H);}
{\displaystyle C=C(r,n_{\text{шор}});}
{\displaystyle r=f(B,H)/\chi (B,H),}
де {\displaystyle n_{\text{шор}}} — коефіцієнт шорохуватості. Поверхню русла каналу (річки) й вільну поверхню рідини описують залежностями {\displaystyle z=B(x,y)} та {\displaystyle z=H(x,t)}, відповідно. Запис {\displaystyle f=f(B,H)} позначає залежність площини поперечного перетину від рельєфу русла каналу (річки) й вільної поверхні.
Якщо досліджуване середовище є гомогенною однорідною сумішшю основної несучої рідини та рідких домішок, то система рівнянь, яка описує рух однокомпонентної нестисненої рідини зазнає деяких змін, і її необхідно доповнити рівняннями для визначення концентрацій компонент суміші. Локальна відносна масова концентрація {\displaystyle m}-тої компоненти визначається як
{\displaystyle {\hat {Y}}={\hat {\rho }}_{m}/{\hat {\rho }},\quad m={\overline {1,N_{S}}},}
де {\displaystyle {\hat {\rho }}} — локальна (у точці) щільність суміші; {\displaystyle {\hat {\rho }}_{m}} — локальна приведена щільність {\displaystyle m}-тої компоненти суміші (маса {\displaystyle m}-тої компоненти в одиниці об'єму суміші); {\displaystyle N_{S}} — кількість компонент суміші. Сума концентрацій усіх компонент дорівнює одиниці, тому концентрація компоненти із номером {\displaystyle N_{S}} визначають як
{\displaystyle {\hat {Y}}_{N_{S}}=1-\sum _{m=1}^{N_{S}-1}{\hat {Y}}_{m}.}
Оскільки рідина нестиснена, то рівняння для визначення відносних масових концентрацій для будь-яких {\displaystyle (N_{S}-1)} компонент суміші буде мати такий вигляд:
{\displaystyle {\underset {V}{\int \int \int }}{\frac {\partial {\hat {Y}}_{m}}{\partial t}}dV+{\underset {S}{\int \int }}{\hat {Y}}_{m}\cdot v_{n}dS-{\underset {S}{\int \int }}{\hat {D}}_{m}\cdot {\frac {\partial {\hat {Y}}_{m}}{\partial n}}dS=0,\quad \quad m={\overline {1,N_{S}-1}};\quad {\hat {Y}}_{N_{S}}=1-\sum _{m=1}^{N_{S}-1}{\hat {Y}}_{m}.}
Для довільного об'єму суцільного середовища {\displaystyle V}, обмеженого замкненою поверхнею {\displaystyle S}, закони збереження маси та кількості руху мають такий вигляд:
{\displaystyle {\underset {V}{\int \int \int }}{\frac {\partial {\hat {\rho }}}{\partial t}}dV+{\underset {S}{\int \int }}{\hat {\rho }}\cdot \upsilon _{n}dS=0;}
{\displaystyle {\underset {V}{\int \int \int }}{\frac {\partial ({\hat {\rho }}\cdot {\vec {v}})}{\partial t}}dV+{\underset {S}{\int \int }}{\hat {\rho }}\cdot {\vec {v}}\cdot \upsilon _{n}dS=-{\underset {V}{\int \int }}{\hat {p}}\cdot {\vec {n}}dS+{\underset {S}{\int \int }}{\vec {\tau }}dS+{\underset {V}{\int \int \int }}{\hat {\rho }}\cdot {\vec {\textbf {F}}}dV,}
де {\displaystyle {\hat {\rho }}} — щільність рідини, {\displaystyle t} — час, {\displaystyle {\vec {v}}} — швидкість рідини, {\displaystyle \upsilon _{n}={\vec {v}}\cdot {\vec {n}}} — проєкція {\displaystyle {\vec {v}}} на одиничну зовнішню нормаль {\displaystyle {\vec {n}}} до елемента поверхні {\displaystyle dS,} {\displaystyle {\hat {p}}} — тиск рідини, {\displaystyle {\hat {\tau }}=\tau \cdot {\vec {n}}} — напруга, зумовлена дією сил в'язкого тертя на ділянці із зовнішньою нормаллю {\displaystyle {\vec {n}}} ({\displaystyle \tau } — тензор в'язких напруг), {\displaystyle {\vec {\textbf {F}}}} — питома масова сила. Параметри з дашком визначають відповідні гідромеханічні величини у кожній точці досліджуваного об'єму рідини. Разом ці рівняння описують невстановлену течію нестисненої багатокомпонентної рідини по нерозгалуженому каналові з відкритим руслом.
Побудову моделі течії рідини через сполучення каналів можна проводити за аналогією з побудовою моделі транспортування газової суміші через сполучення трубопроводів, вперше запропонованою С. Н. Пряловим.